# Кубок світу з біатлону 2011—2012 — етап 6
Шостий етап Кубка світу з біатлону 2011—12 проходив в Антхольц-Антерсельві, Італія, з 19 по 22 січня.

## Гонки
Розклад гонок наведено нижче
| Дата     | Час       | Гонка                       |
| -------- | --------- | --------------------------- |
| 19 січня | 14:30 СЕТ | Жінки, спринт 7,5 км        |
| 20 січня | 14:30 СЕТ | Чоловіки, спринт 10 км      |
| 21 січня | 12:45 СЕТ | Жінки, естафета 4х6 км      |
| 21 січня | 15:15 СЕТ | Чоловіки, мас-старт 15 км   |
| 22 січня | 12:00 СЕТ | Жінки, мас-старт 12,5 км    |
| 22 січня | 14:30 СЕТ | Чоловіки, естафета 4х7,5 км |

## Чоловіки

### Спринт
Під час чоловічого спринту в Антхольці йшов невеликий сніг, проте вітру, який міг би перешкодити спортсменам на стрільбищі, практично не було. Багато спортсменів змогли закрити всі мішені при стрільбі з положення лежачи, так що практично всі фаворити змагання уникли проходження штрафного кола. На початку змагання на лідируючі позиції вирвався росіянин Андрій Маковєєв, однак дві неточності на «стійці» не дозволили йому зберегти свої позиції. Мартен Фуркад був точним на обох вогневих рубежах і показував найкращий час на фініші. Йому залишалося тільки чекати, яких результатів досягнуть його безпосередні суперники. Після «стійки», на якій спортсмен закрив усі мішені, Євгеній Гаранічев зовсім небагато поступався Фуркаду. Слідом за росіянином з відставанням всього в 2.5 секунди йшов Андреас Бірнбахер. При проходженні позначки 8.8 км Гаранічев випереджав Фуркада на 5 секунд, а на фініші його перевага над французом скоротилося всього до дев'яти десятих секунди.
Фредрик Ліндстрем, що стартував під номером 75, вирвався в лідери після стрільби з положення лежачи. Його безпосереднім суперником був німець Арнд Пайффер, який зміг добитися 11-секундного переваги. На «стійці» обидва спортсмени відстріляли чисто, а перед останнім колом молодий шведський біатлоніст мав перевагу всього в 3.1 секунди. Після стрільби стоячи Пайффер здав свої позиції і втратив шанси на призове місце. На позначці 8.8 км Ліндстрем випереджав Гаранічева на 15.5 секунди, а на фініші збільшив свій відрив ще на три секунди.
Таким чином 22-річний Ліндстрем здобув першу у своїй кар'єрі перемогу на етапі Кубка світу. До цього моменту найвищим досягненням спортсмена було п'яте місце в мас-старті, яке він посів у Обергофі за два тижні до того.
Друге місце посів росіянин Євген Гаранічев, що поступився переможцеві 18.2 секунди. Усього дев'ять десятих секунди не вистачило французькому біатлоністу Мартену Фуркаду, який в результаті став третім. Усі призери змагання були точні на стрільбищі. Четверте місце з одним промахом і відставанням в 23.2 секунди посів німець Андреас Бірнбахер. Він всього на 4.7 секунди випередив свого товариша по команді Арнд Пайффера, що відстрілявся чисто. Замкнув шістку найкращих російський біатлоніст Євген Устюгов, що допустив один промах і поступився переможцю 46.7 секунди.
Серед українців високий результат показали Сергій Седнєв і Артем Прима. Обидва були стовідсотково точні при стрільбі і посіли відповідно 15-е і 20-е місця. Крім того, в очкову зону потрапив і Сергій Семенов (33 місце), якому показати вищий результат завадили дві помилки при стрільбі на стійці.
У кубку націй досить успішна гонка у виконанні наших хлопців зміцнила їх десяте місце. Українці трохи наблизилися до команди США і суттєво поліпшили свої позиції в порівнянні зі словенцями. Лідирують тут як і раніше росіяни, чия перевага над переслідувачами ще більше зросла за рахунок трьох фінішів у вісімці найсильніших у спринті.

### Мас-старт
На початок змагання в Антхольці йшов легкий снігопад, який зробив траси повільнішими, тому перші три кілометри учасники перегонів пройшли щільною групою. На першому вогневому рубежі 18 з 30 спортсменів відстріляли чисто і покинули стадіон у проміжку 14 секунд, при цьому гонку очолив норвежець Уле-Ейнар Б'єрндален. Його найближчими суперниками на той момент були Сімон Фуркад і Алексі Беф. Перед другою стрільбою з положення лежачи пальма першості перейшла до братів Фуркадів, проте потім ситуація змінилася: їх товариш по команді Алексі Беф, чисто і швидко відстрілявшись, вирвався вперед, його найближчими переслідувачами стали німець Андреас Бірнбахер і швейцарський біатлоніст Беньямін Веґер. Загалом на цьому вогневому рубежі лише 10 спортсменів не допустили помилок, причому розкид в часі склав усього 20.5 секунди. Перед першою стрільбою з положення стоячи Веґер і Бірнбахер значно додали у швидкості, задавши темп всій гонці.
На першій «стійці» тільки трьом спортсменам вдалося відстріляти чисто: Фуркаду, Ліндстром і Шлезінгру. Саме в такій послідовності вони покинули стадіон, причому Міхал Шлезінгр відставав від лідерів на 13 секунд. Відразу за ним з вогневого рубежу пішли німецькі біатлоністи Флоріан Граф і Анді Бірнбахер. На останній «стійці» Фуркад і Ліндстрем «синхронно» не закрили другу мішень. Поки вони проходили штрафне коло, Бірнбахер показав ідеальний результат на стрільбищі, так що трійка лідерів покинула стадіон майже одночасно, до них доєднався Антон Шипулін і Міхал Шлезінгр. Їх відставання склало 4.8 та 9.8 секунди відповідно. До позначки 13.6 км перша п'ятірка підійшла щільною групою.
На останніх 400 метрах дистанції Шлезінгр зменшив темп і відстав від лідируючої групи. Таким чином, за 200 метрів до фінішу шанси на перемогу залишилися у Бірнбахера, Фуркада і Шипуліна. У результаті першим фінішну лінію перетнув Бірнбахер, а друге місце зайняв Шипулін, буквально на крок випередивши Фуркада. Четвертим став переможець спринту Фредрик Ліндстрем, який також допустив один промах (+2.4 секунди). Чех Міхал Шлезінгр, який відстрілявся чисто, але поступився лідеру 12.7 секунди і посів п'яте місце. Шостим фінішував росіянин Дмитро Малишко з двома промахами і відставанням в 16 секунд.

### Естафета
Коли чоловіки вийшли на старт естафетної гонки, погодні умови в Антхольці були такими ж прекрасними, як і під час жіночого мас-старту сьогодні вранці. Потрібно сказати, що таких сприятливих умов проведення змагань не було поки ні на одному етапі поточного сезону. На першому етапі естафети за збірну Норвегії біг Уле-Ейнар Б'єрндален. Він витратив всього один додатковий патрон на «стійці» і першим прийшов в зону передачі естафети. Слідом за ним із відставанням в 4.2 і 9.1 секунд відповідно йшли збірні Франції та Австрії. На другому етапі естафети основна боротьба зав'язалася між чотирма командами. Німець Андреас Бірнбахер вивів свою команду в лідируючу групу. Сімон Фуркад на «стійці» витратив два додаткових патрона, відіграв 4.7 секунди і очолив гонку. Слідом за ним йшли біатлоністи збірних Австрії та Німеччини. Завдяки зусиллям Андрія Маковєєва збірна Росії перед другою передачею естафети також приєдналася до групи лідерів. Бірнбахер, який зараз знаходиться у чудовій формі, легко обійшов Фуркада і забезпечив для збірної Німеччини 10-секундне перевагу.
На початку третього етапу естафети лідирували команди Німеччини, Франції, Австрії і Росії, слідом за ними йшли норвежці та словенці. Алексі Беф зміг закрити всі мішені на першій стрільбі і зміцнив лідерські позиції своєї збірної. Даніель Мезотіч вивів збірну Австрії на друге місце, випередивши німця Флоріана Графа. Бефу потрібен один додатковий патрон, щоб закрити всі мішені при стрільбі з положення стоячи. На останню передачу естафети він прийшов з перевагою в 10.5 секунд над Графом і Мезотічем. Потім команда Франції збільшила свій відрив від німців до 15 секунд. Австрійці поступалися лідерам 38.9 секунди, росіяни відставали ще на 35 секунд.
На останньому етапі естафети головним завданням Мартена Фуркада було не пропустити вперед німця Арнда Пайффера. На першій стрільбі Фуркаду знадобився додатковий патрон, Пайффер же відстріляв швидко і безпомилково, а його відставання від Фуркада на виході зі стадіону скоротилося до кількох метрів. На вогневий рубіж для стрільби стоячи обидва біатлоніста прийшли одночасно, тут Фуркаду довелося використовувати два додаткові патрони, потім він ще раз перезарядив гвинтівку, думаючи, що не зміг вразити останню мішень. Усвідомивши, що мішень все-таки закрита, здивований Фуркад покинув стрільбищі. Пайффер, в свою чергу, не вистачило і п'яти додаткових патронів, щоб закрити всі мішені, і йому довелося вирушити на штрафне коло. Попри це, він зміг зберегти за собою друге місце в гонці. Домінік Ландертінгер і росіянин Євген Устюгов відстріляли безпомилково. Збірна Австрії лідирувала з мінімальною перевагою, і на останньому кілометрі дистанції саме між цими збірними розгорнулася боротьба за третє призове місце. У результаті Ландертінгер вдалося відірватися від росіянина і принести своїй команді місце на подіумі. П'ятими фінішували шведи, які також змушені були проходити штрафне коло, витратили 11 доппатронів і поступилися французам 1:02.6 хвилини. Команда Білорусі з відставанням у 1:42.3 хвилини і всього шістьма додатковими патронами замкнула шістку найкращих. Українці фінішували восьмими, показавши покищо найкращий результат у сезоні.

### Призери
| Гонка:                                                           | Золото:                                                          | Час                                                       | Срібло:                                                           | Час                                                       | Бронза:                                                                 | Час                                                       |
| Спринт 10 км Протокол [Архівовано 9 вересня 2012 у WebCite]      | Фредрик Ліндстрем Швеція                                         | 24:37.9 (0+0)                                             | Євгеній Гаранічев Росія                                           | 24:56.1 (0+0)                                             | Мартен Фуркад Франція                                                   | 24:57.0 (0+0)                                             |
| Мас-старт 15 км Протокол [Архівовано 18 липня 2012 у Archive.is] | Андреас Бірнбахер Німеччина                                      | 38:45.7 (0+0+1+0)                                         | Антон Шипулін Росія                                               | 38:45.8 (0+0+1+0)                                         | Мартен Фуркад Франція                                                   | 38:46.0 (0+0+0+1)                                         |
| Естафета 4х7,5 км Протокол [Архівовано 9 вересня 2012 у WebCite] | Франція Жан-Гійом Беатрікс Сімон Фуркад Алексі Беф Мартен Фуркад | 1:12:14.7 (0+1) (0+0) (0+1) (0+2) (0+0) (0+1) (0+1) (0+1) | Німеччина Міхаель Реш Андреас Бірнбахер Флоріан Граф Арнд Пайффер | 1:12:26.7 (0+1) (0+1) (0+0) (0+2) (0+1) (0+1) (0+0) (1+3) | Австрія Сімон Едер Тобіас Еберхард Даніель Мезотіч Домінік Ландертінгер | 1:12:56.4 (0+0) (0+1) (0+0) (0+2) (0+1) (0+3) (0+1) (0+1) |

## Жінки

### Спринт
З самого початку змагання Кайса Мякяряйнен заявила про свій намір поборотися за перемогу: вона швидко і точно відстрілялася на першій стрільбі і показала такий же результат при стрільбі з положення стоячи, що дозволило їй на фініші значно випередити інших учасниць перегонів. Слідом за нею фінішувала російська біатлоністка Ольга Вілухіна, яка також відстрілялася на «нуль», але програла фінці більше тридцяти секунд. Потім настала черга Домрачевої і Нойнер. Після першої засічки часу обидві спортсменки показували найкращий результат у гонці. Домрачева перша прийшла на стрільбищі, закрила три мішені, потім допустила два промахи. Поки вона проходила штрафне коло, Нойнер впевнено закрила всі мішені і вирвалася вперед з перевагою в 49.2 секунди. Вона раніше Домрачевої прийшла на «стійку», знову впевнено відстріляла, але допустила один промах. Дарія, в свою чергу, на стрільбищі вирішила не поспішати і цього разу закрила всі п'ять мішеней.
Нойнер вийшла з штрафного кола, випереджаючи Домрачеву на чотири секунди. Дарія відразу додала в швидкості, намагаючись наздогнати німецьку біатлоністку. На останньому колі дистанції між ними зав'язалася неабияка боротьба, яка, до великої радості вболівальників, вилилася в напружену сутичку на підході до фінішу. На останньому підйомі спортсменки не відставали один від одного ні на крок. Тим не менш, за 200 метрів до фінішу Домрачева змогла на кілька метрів випередити Нойнер і першою перетнула фінішну межу. Однак за підсумками змагання Нойнер, яка допустила на один промах менше, випередила Домрачеву на 30 секунд. Білоруська спортсменка стала третьою, пропустивши вперед фінку Мякяряйнен.
Потім у боротьбу за призові місця вступили Бергер і Екгольм. Обом спортсменкам вдалося безпомилково відстріляти на першій стрільбі, а при стрільбі з положення стоячи Бергер допустила один промах, втративши шанси на перше місце. Екгольм відстріляла чисто і випереджала Домрачеву на вісім секунд, що дозволяло їй сподіватися на третє призове місце. Екхольм не змогла зберегти високий темп і на позначці 6,4 км почала відставати від Домрачевої і Нойнер.
Отже, німкеня Магдалена Нойнер виграла жіночу спринтерську гонку на етапі Кубка світу в Антхольці, допустивши один промах і показавши результат 20:27.7 хвилини. Вона на 17.5 секунди випередила фінку Кайсу Мякяряйнен. Третє місце посіла білоруська спортсменка Дарія Домрачева, яка не вразила дві мішені і поступилася переможниці гонки 30.5 секунди. Норвезька біатлоністка Тура Бергер фінішувала четвертою, допустивши один промах і поступившись Нойнер 42 секунди. П'яте місце зайняла шведка Гелена Егхольм, яка так само як і росіянка Ольга Вілухіна, що фінішувала шостою, відстріляли чисто. Відставання Екхольм склало 45.2 секунди, Вілухіної — 50.6 секунди.
Українські спортсменки провели дуже якісну і рівну гонку, показавши ряд результатів у двадцятці найсильніших. У ТОП-20 гонки пробилися і сестри Семеренко (Валя — 13 місце, Віта — 16 місце), і Олена Підгрушна (14 місце), та Наталія Бурдига (19 місце), таким чином дружно забезпечивши собі право брати участь в недільному мас-старті. Особливо радісно за Валю Семеренко, яка, нарешті, зуміла пройти гонку без промахів.
Правда, незважаючи на успішно проведену гонку. Наші дівчата не зуміли наблизитися до команди Білорусі у боротьбі за п'яте місце. Навпаки, наше відставання збільшилося на 9 балів. У свою чергу, України зуміла збільшити відрив від команди Швеції.

### Естафета
Сьогодні вночі в Антхольці йшов сніг, який не припинився і до початку жіночої естафети, що зробило траси більш повільними. Коли на старт гонки вийшли 18 команд, складалося враження, що розвинути швидкість дівчатам було зовсім непросто. На першому етапі естафети кільком спортсменкам довелося проходити штрафне коло, а тон у гонці задавали збірні Франції та Польщі. Потім на «стійці» безпомилково відстріляли шведка Анна Марія Нільссон, вивела свою команду в лідери і змогла зберегти свої позиції до першої передачі естафети. На другому етапі за збірну Швеції бігла Гелена Екгольм, яка пішла на трасу з перевагою в кілька секунд над командами Польщі та Чехії. Збірна Росії на той момент займала 12 місце. Екхольм збільшила перевагу своєї команди до 30 секунд, після того як відмінно відстрілялася, витративши всього два додаткових патрона. Німкеня Магдалена Нойнер, яка також була змушена скористатися доппатронами, після «стійки» йшла на десятому місці, поступаючись лідерам 1:07 хвилини. Вона змогла розвинути гарну швидкість на трасі і в зону передачі естафети прийшла вже шостою.
Ольга Зайцева, що бігла за команду Росії на третьому етапі естафети, пішла на трасу восьмий. Сестра Хелени Екхольм, Єнні Юнссон, змогла зберегти лідерство після стрільби з положення лежачи, однак Зайцева відіграла 14 секунд і вирвалася в лідери. Француженка Анаїс Бескон відстріляли чисто на «стійці» і очолила гонку, слідом за нею йшли біатлоністки збірних Німеччини, Швеції, Росії та Україні, при цьому різниця в часі спортсменок перед останнім етапом становила всього 22 секунди. На останньому етапі ті ж 22 секунди відділяли спортсменок Франції, Німеччини та Росії. Слідом за ними з відставанням в 20 і 30 секунд відповідно йшли збірні України та Білорусі. Марі Дорен Абер зберегла лідерство до стрільби з положення лежачи, слідом за нею йшла німкеня Тіна Бахманн. Обидві спортсменки відстріляли безпомилково і разом пішли зі стадіону. Ользі Вілухіній потрібні були додаткові патрони, вона пішла зі стрільбища на третій позиції, поступаючись суперницям 25 секунд. Слідом за нею з 15-секундним відставанням йшла Дарія Домрачева їз Білорусі. Дорен Абер відстрілялася швидко і чисто і випереджала Вілухіну на 21.5 секунди, у той час як Бахманн змушена була вирушити на штрафне коло. Домрачевій також знадобився доппатрон, щоб закрити всі мішені. Вона покинула стадіон третьою, випереджаючи українок майже на 20 секунд. На останньому колі дистанції Домрачева доклала всіх зусиль, щоб наздогнати французьку спортсменку: вона змогла скоротити відставання до 12 секунд, а при заході на стадіон поступалася суперниці всього 5 секунд. Завдяки останньому ривку на фініші вона скоротила відставання до 3 секунд, однак наздогнати француженку вже не змогла.
Отже збірна Франції змогла вирвати перемогу в жіночій естафетній гонці 4х6 км на етапі КС у Антхольці. На останньому колі дистанції білоруська спортсменка Дарія Домрачева зробила ривок, намагаючись наздогнати Марі Дорен Абер, але все ж поступилася француженці 2.5 секунди. Переможницям знадобилося 1:17:06.5 і дев'ять додаткових патронів, в той час як біатлоністкам збірної Білорусі довелося дозаряджати гвинтівки десять разів. Третіми з відставанням у 21.4 секунди фінішували росіянки, які витратили одинадцять додаткових патронів і один раз змушені були проходити штрафне коло. Четверте місце зайняла команда Норвегії — два промахи, 11 доппатронов, відставання 40.6 секунди. П'ятими стали українські спортсменки — сім додаткових патронів, відставання 56.9 секунди. Шостими фінішували німкені — два промахи, 12 доппатронов, відставання 1:15.5 хвилини.

### Мас-старт
Умови змагання під час жіночого мас-старту інакше як «чудовими» не назвеш: у небі яскраво світило сонце, траса була жорсткою, а на стрільбищі було абсолютно безвітряно. На початку змагання лідирувала Магдалена Нойнер, відразу за нею йшли Дарія Домрачева, Тура Бергер і Гелена Екгольм. На першому вогневому рубежі десять учасниць гонки відстріляли безпомилково, у тому числі Нойнер, Анастасія Кузьміна і Світлана Слєпцова. Домрачева допустила два промахи і відкотилася на 26 позицію, поступаючись лідеру змагання більше 50 секунд. На другому вогневому рубежі Нойнер і Кузьміна були точними. Домрачева також закрила всі мішені і перемістилася на 10 місце. При заході на першу «стійку» лідери гонки зберегли свої позиції, а нестримна Домрачева йшла вже третьою. Всі троє — Нойнер, Кузьміна і Домрачева — відстріляли бездоганно, при цьому Кузьміна випереджала Нойнер на 7.7 секунди, а її перевага над Домрачовою становило 28 секунд.
На останній вогневий рубіж Кузьміна і Нойнер прийшли одночасно, Домрачева — через 12 секунд. Кузьміна не закрила одну мішень, Нойнер помилилася двічі, а Домрачева легко вразила всі мішені. На виході зі стадіону вона на 14.8 секунди випереджала Кузьміну і більш ніж на 30 секунд Нойнер. Домрачева, яка, здавалося, після двох промахів поховала свої шанси на перемогу, потім чудово провела гонку і, додавши у швидкості на останньому колі, першою перетнула фінішну межу.
Друге місце з одним промахом і відставанням в 25.2 секунди посіла словацька спортсменка Анастасія Кузьміна. Німкеня Магдалена Нойнер стала третьою. Вона двічі не вразила мішень і поступилася переможниці гонки 32.1 секунди. Четвертою у гонці фінішувала норвежка Тура Бергер (53.1), якій тричі довелося проходити штрафне коло. П'яте місце посіла росіянка Світлана Слєпцова (55.7), шостою стала українка Віта Семеренко (56.5). Слєпцова і Семеренко допустили по два промахи.
Окрім Віти, серед українок дуже хороший результат також показала Олена Підгрушна, обмежившись одним промахом і закінчивши гонку 12-ю. Валя Семеренко та Наталія Бурдига з трьома неураженими мішенями стали відповідно 19-ю і 24-ю.

### Призери
| Гонка:                                                           | Золото:                                                 | Час                                                       | Срібло:                                                                      | Час                                                       | Бронза:                                                                 | Час                                                       |
| Спринт 7,5 км Протокол [Архівовано 9 вересня 2012 у WebCite]     | Магдалена Нойнер Німеччина                              | 20:27.7 (0+1)                                             | Кайса Мякяряйнен Фінляндія                                                   | 20:45.2 (0+0)                                             | Дарія Домрачева Білорусь                                                | 20:58.2 (2+0)                                             |
| Естафета, 4х6 км Протокол [Архівовано 9 вересня 2012 у WebCite]  | Франція Марі Лор Брюне Софі Буаї Анаїс Бескон Марі Абер | 1:17:06.5 (0+0) (0+2) (0+1) (0+3) (0+2) (0+1) (0+0) (0+0) | Білорусь Надія Скардіно Людмила Калінчік Настасія Дуборєзова Дарія Домрачева | 1:17:09.0 (0+1) (0+0) (0+0) (0+2) (0+2) (0+3) (0+1) (0+1) | Росія Катерина Глазиріна Світлана Слєпцова Ольга Зайцева Ольга Вілухіна | 1:17:27.9 (0+2) (0+1) (0+1) (0+2) (0+1) (1+3) (0+1) (0+0) |
| Мас-старт 12,5 км Протокол [Архівовано 9 вересня 2012 у WebCite] | Дарія Домрачева Білорусь                                | 35:03.6 (2+0+0+0)                                         | Анастасія Кузьміна Словаччина                                                | 35:28.8 (0+0+0+1)                                         | Магдалена Нойнер Німеччина                                              | 35:35.7 (0+0+0+2)                                         |

## Досягнення
Найкращий виступ за кар'єру
| - Фредрик Ліндстрем (SWE), 1 місце в спринті - Євгеній Гаранічев (RUS), 2 місце в спринті - Скот Перрас (CAN), 29 місце в спринті - Мартін Богданов (BUL), 51 місце в спринті - Михаїл Клетчеров (BUL), 13 місце в мас-старті | - Сьюзен Данклі (USA), 17 місце в спринті - Інгела Андерссон (SWE), 44 місце в спринті |

Перша гонка в Кубку світу
|  |  |